# Friedrich zu Schwarzenberg
Friedrich Johann Joseph Cölestin Fürst zu kardinal von Schwarzenberg, avstrijski rimskokatoliški duhovnik, škof in kardinal, * 6. april 1809, Dunaj, † 27. marec 1855.

## Življenjepis
25. julija 1833 je prejel duhovniško posvečenje.
23. septembra 1835 je bil imenovan za nadškofa Salzburga, 1. februarja 1836 je bil potrjen in 1. maja istega leta je prejel škofovsko posvečenje.
24. januarja 1842 je bil povzdignjen v kardinala in imenovan za kardinal-duhovnika S. Agostino.
13. decembra 1849 je bil imenovan za nadškofa Prage, 20. maja 1850 je bil potrjen in 15. avgusta istega leta ustoličen.